# Big Barda
Pour les articles homonymes, voir Barda.
Big Barda est un personnage de super-héroïne créé par Jack Kirby et appartenant à l'univers DC Comics. Elle fait sa première apparition dans le comic Mister Miracle #4 paru en octobre 1971. Jack Kirby s'est inspiré de l'actrice et chanteuse Américaine Lainie Kazan pour créer le physique de Barda. Mark Evanier, qui assistait Kirby pour le comic Fourth World, notait ainsi : « Pour créer la plupart de ses personnages, Kirby s'inspire en général des gens qui l'entourent. Pour créer Barda il s'est inspiré de lui-même et de sa femme Roz. »

## Biographie Fictive
Née il y a environ 2 siècles et demi sur la planète Apokolips, Barda est de la race des New Gods. Elle y a grandi, et fut entraînée par Mamie Bonheur, qui dirige un orphelinat sur la planète d'une main de fer, dans l'optique de devenir le leader des Folles Furieuses. Elle réussit brillamment ce parcours et devient la meilleure guerrière qu'ait jamais connu le groupe, formant toute la nouvelle équipe. Puis un jour on lui confie la mission de retrouver le rebelle Scott Free, mais les deux jeunes gens tombent amoureux. Ils s'enfuient tous les deux alors vers la Terre. Aux côtés de Scott, elle va faire partie de la Ligue des justiciers d'Amérique sous l'impulsion de Highfather afin de combattre la menace galactique de Mageddon et va apprendre à connaître et aimer la Terre. Leur lutte a essentiellement pour objectif de freiner les ambitions dévastatrices de Darkseid.

## Pouvoirs et Capacités
Elle ne possède pas de super pouvoirs comme Diana Prince, mais Barda peut se battre au corps à corps avec une force surhumaine, grâce à sa rapidité, endurance, et longévité qu'elle a hérité des New Gods.

## Équipements
Grâce à son armure et sa masse, elle est capable de voler, lancer des décharges d'énergie et augmenter la densité des objets. Elle possède en outre une boite mère capable d'ouvrir des tunnel boom dans l'hyper-espace.

## Apparitions dans d'autres médias
- Batman, la relève (Saison 3, 2 épisodes.)
- La Ligue des justiciers (saison 3, 1 épisode)
- Superman/Batman : Apocalypse (2010)
- La Ligue des Justiciers : Nouvelle Génération (saison 3, épisode 14 et saison 4, épisode 26)